# Rites of Passage (album de Brother Ali)
Pour les articles homonymes, voir Rites of Passage.
Albums de Brother Ali
Shadows on the Sun
(2003)
Rites of Passage est le premier album studio de Brother Ali, sorti le 1er avril 2000.
Cet album, auto-produit par Brother Ali, a d'abord été vendu en cassettes audio lors des concerts de l'artiste avant d'être remarqué par le label Rhymesayers Entertainment qui l'a édité en CD.

## Liste des titres
| No  | Titre                                  | Contient un (des) sample(s) de                                                                  | Durée |
| --- | -------------------------------------- | ----------------------------------------------------------------------------------------------- | ----- |
| 1.  | Intro                                  |                                                                                                 | 1:18  |
| 2.  | Whatever                               |                                                                                                 | 4:25  |
| 3.  | Think It Through                       | Shook Ones Part II de Mobb Deep Pantomime de Joshua Redman Ya Playin' Yaself de Jeru the Damaja | 5:09  |
| 4.  | Nine Double 'Em                        | 9mm Goes Bang des Boogie Down Productions Children's Story de Black Star                        | 5:03  |
| 5.  | Eye of the Storm                       | If I Ruled the World (Imagine That) de Nas featuring Lauryn Hill                                | 4:29  |
| 6.  | We Will Always B (featuring Desdamona) |                                                                                                 | 2:15  |
| 7.  | So Dearly                              | Footprints on the Moon de Johnny Harris                                                         | 2:27  |
| 8.  | Music in My Head                       |                                                                                                 | 1:55  |
| 9.  | Vocals in My Head                      | Yes We Can Can des Pointer Sisters                                                              | 3:54  |
| 10. | They're Finished                       |                                                                                                 | 4:05  |
| 11. | Tofuti (featuring Queen Aminah)        |                                                                                                 | 2:36  |
| 12. | Ali Boombaye                           | Storm King de Bob James                                                                         | 3:56  |
| 13. | You Never Know (featuring Mad Son)     |                                                                                                 | 3:55  |
| 14. | Three Day Journey                      |                                                                                                 | 5:06  |
| 15. | The Session                            |                                                                                                 | 3:20  |

| 16. | The Phoenix (featuring Musab)  | | 4:20 |
| 17. | Eighty-8 (featuring DJ BK One) | Mister Magic de Grover Washington, Jr. Bonita Applebum de A Tribe Called Quest Buddy de De La Soul featuring les Jungle Brothers et Q-Tip Mona Lisa de Slick Rick Call Me D-Nice de D-Nice Cha Cha Cha de MC Lyte Fight the Power de Public Enemy Straight Out the Jungle des Jungle Brothers My Philosophy des Boogie Down Productions Microphone Fiend d'Eric B. & Rakim Vapors de Biz Markie Ain't No Half-Steppin' de Big Daddy Kane Beats to the Rhyme de Run–D.M.C. Kickin' 4 Brooklyn de MC Lyte I Got It Made de Special Ed | 1:52 |